# Proserpinaca pectinata
Proserpinaca pectinata är en slingeväxtart som beskrevs av Jean-Baptiste de Lamarck. Proserpinaca pectinata ingår i släktet Proserpinaca och familjen slingeväxter. Inga underarter finns listade i Catalogue of Life.

## Bildgalleri

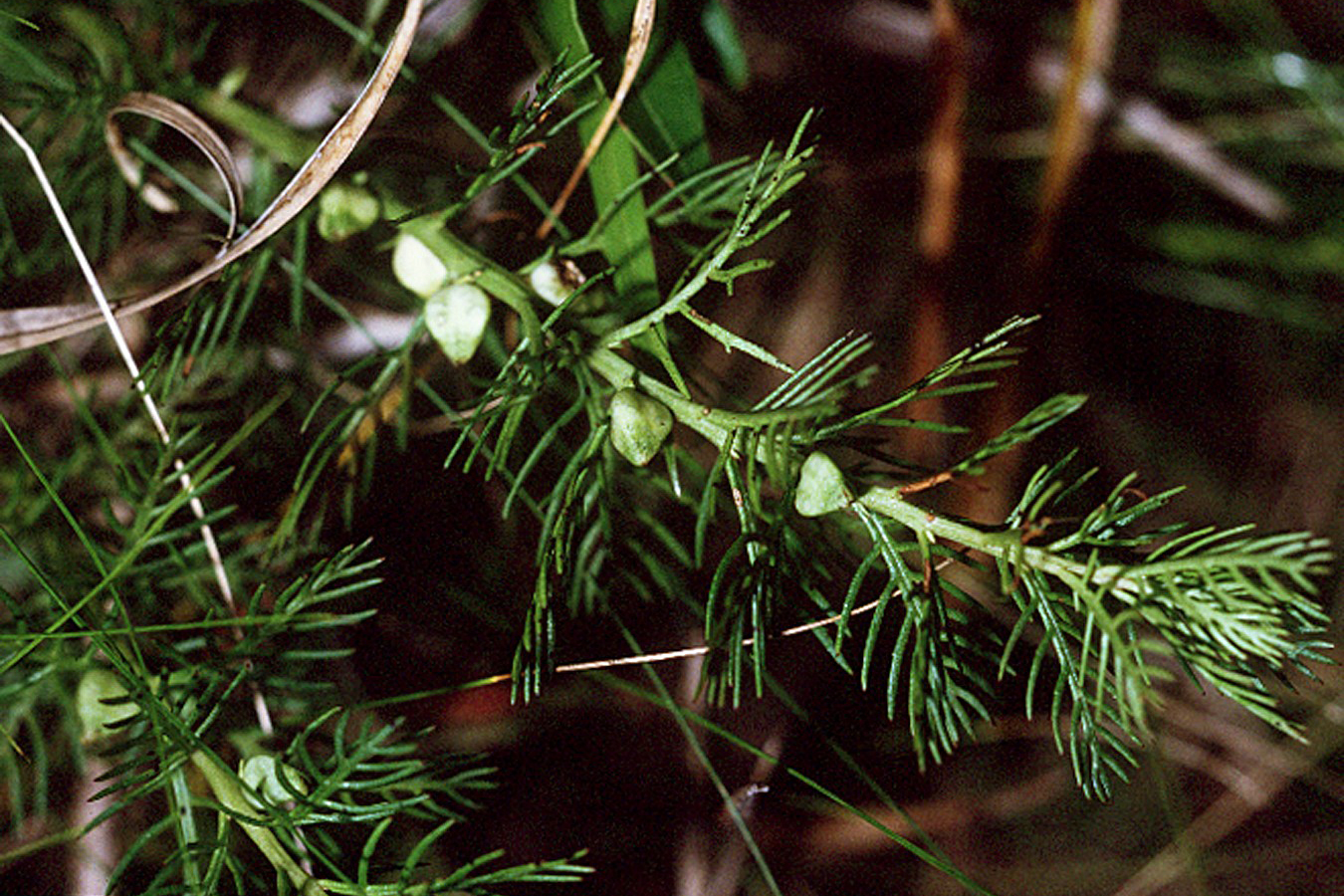